# Rudy-Rysie
Rudy-Rysie – wieś w Polsce położona w województwie małopolskim, w powiecie brzeskim, w gminie Szczurowa, przy DW768.
Rudy-Rysie powstały w wyniku połączenia dwóch niegdyś oddzielnych wsi. W latach 1975–1998 miejscowość administracyjnie należała do województwa tarnowskiego.
Integralne części miejscowości: Rudy Drugie, Rudy Pierwsze, Sołtysie.
Według "Słownika Historyczno-Geograficznego Ziem polskich w Średniowieczu" w roku 1396 – pierwszy raz pojawia się wzmianka o osadzie Rudy. W 1416 r. obok nazwy Rudy pojawia się człon Kuźnica (nazwa sugerująca rudę i kuźnica sugeruje związek tych terenów z wydobyciem i przetwarzaniem rudy darniowej, tworzącej się na podmokłych łąkach, przez które wije się koryto rzeki). W 1480 r. właścicielem wioski zostaje Spytek Melsztyński (zm. ok. 1503) herbu Leliwa. W 1525 r. wieś Rudy jest wymieniona wśród wsi Starostwa krzeczowskiego.
Od 19 września 1938 r. wierni kościoła rzymskokatolickiego należą do parafii pw. Pana Jezusa Dobrego Pasterza (wcześniej należeli do parafii Szczepanów). Kościół  stoi w centrum miejscowości, został zamieszczony w "Atlasie dóbr kultury współczesnej województwa małopolskiego".
Lasy i stawy rybne okalające wieś leżą na terenie Bratucickiego Obszaru Chronionego Krajobrazu. We wsi działał klub piłkarski Andaluzja Rudy-Rysie.

## Zabytki
Obiekty wpisane do rejestru zabytków nieruchomych województwa małopolskiego.
- Kościół parafialny pw. M. Boskiej Śnieżnej z najbliższym otoczeniem,
- cmentarz wojenny nr 265 z I wojny światowej.

Elementem centralnym cmentarza jest wysoki (5 metrowy) betonowy cokół z tablicą inskrypcyjną, zwieńczony betonowym krzyżem. Na tablicy oprócz dat 1914–1915 można przeczytać następujący tekst: „WOLLT IHR DIE HEIMIN GEGANGNEN HELDEN EHREN SCHENKT EUER HERZ DER ERDE DIE SIE DECKT” – można to tłumaczyć: „Jeśli chcecie uczcić bohaterów, którzy odeszli, oddajcie swe serca ziemi, która ich okrywa”.
Według danych zbiorczych jest tu pochowanych 86 żołnierzy, w tym 45 żołnierzy rosyjskich. Znane nazwiska to: Anton Gawron, Anton Kępa, Joann Kłyś, Jakub Hołota, Andreas Kozioł, Jakub Motyka, Baltazar Andreas Michalik, Josef Martyne, Josef Bomba, Joann Cieślar, Anton Szklarz, Henrich Reicher, Adalbert Suder, Valentin Vašica.